# ベアテ・ホフマン

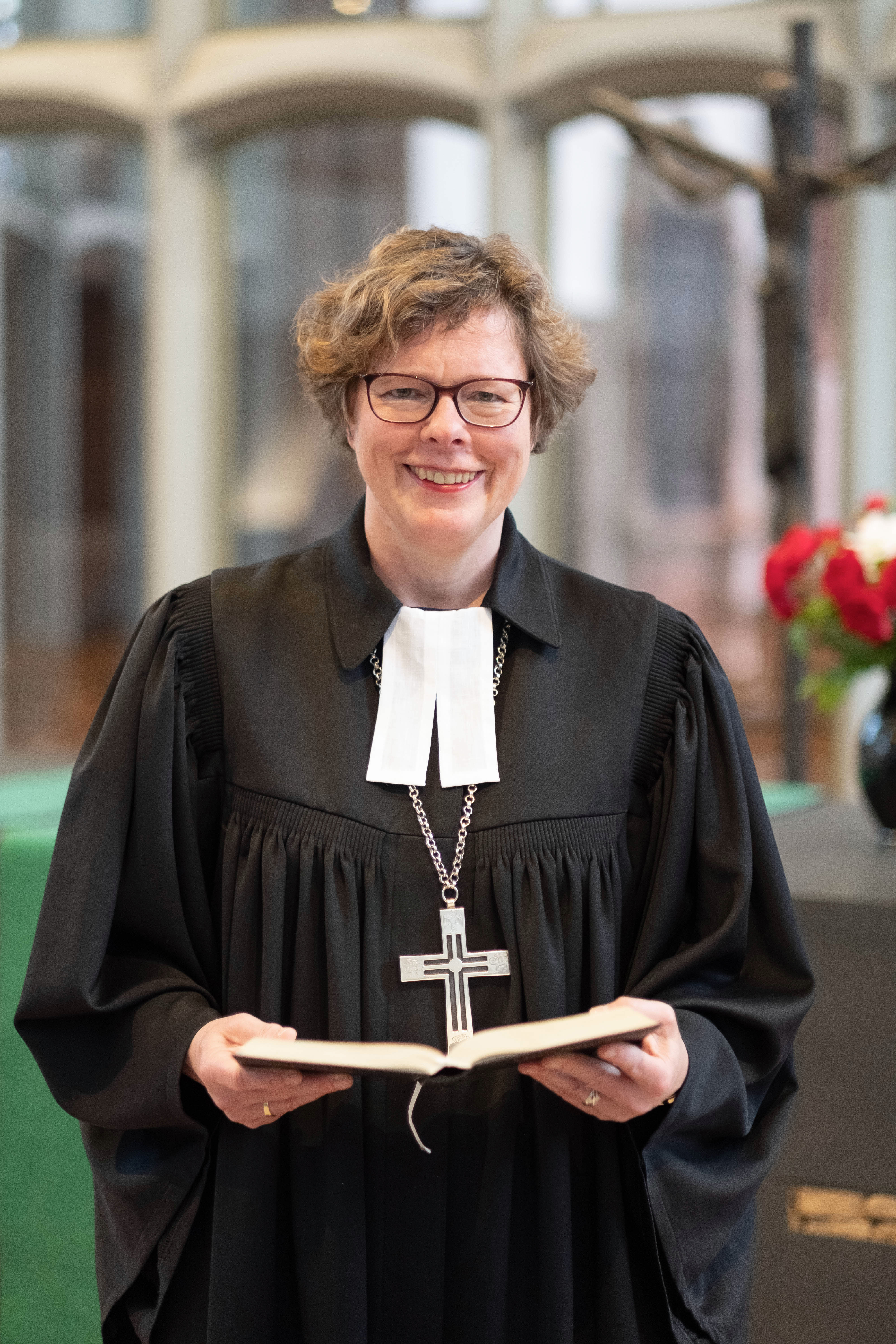
ベアテ・ホフマン州教会監督 (2020年)

ベアテ・ホフマン（ドイツ語:  Beate Hofmann , 1963年10月15日バイエルン州バート・テルツ - )は ドイツのルター派福音主義教会牧師、福音主義神学者 ( 実践神学 )。2019年9月29日に合同教会であるクーアヘッセン＝ヴァルデック福音主義教会監督に就任した。
州教会監督就任前、ベアテ・ホフマンはヴッパータール・ベーテル神学大学で実践神学の一部であるディアコニア (教会社会奉仕活動)学とディアコニア経営学教授であった。

## 経歴

### 出自、修業時代、ルター派福音主義教会牧師に任職
ベアテ・ホフマンは1983年から1991年まで ヴッパータール・ベーテル神学大学、ハイデルベルク大学、ノースウェスタン大学 ( エバストン )、ハンブルク大学、ミュンヘン大学で福音主義神学を学んだ。牧師補としての牧会実習はミュンヘン市北部のエヴァンゲリウム教会でおこなった。1993年10月31日、バイエルン福音ルター派教会牧師に任職した。引き続き1996年までミュンヘン市ハーダーン区にある宗教改革記念教会で働き、その後1年間は博士学位請求論文執筆のための休暇を取った。1997/1998年からミュンヘン大学福音主義神学部実践神学講座ミヒャエル・シビルスキー教授の下で学術助手を務め、1999年に神学博士号が授与された。1998年から2003年までバイエルン州ノイエンデッテルザウにあるディアコニア施設において神学研究指導を担当した。2003年から2013年までニュルンベルク福音主義大学の教会教育学教授だった。2012年、アウグスターナ教会立大学ノイエンデッテルザウにおいて大学教授資格（ハビリタツィオーン）を取得した。2013年、ノルトライン＝ヴェストファーレン州にあるヴッパータール・ベーテル神学大学から実践神学分野であるディアコニア (教会社会奉仕活動)学とディアコニア経営学の教授として招聘された。2017年、ディアコニア学・ディアコニア経営学研究所所長に就任した。ベアテ・ホフマンは数多くの団体、委員会の役職に就いていた。

## 州教会監督就任
2019年5月9日、クーアヘッセン＝ヴァルデック福音主義教会総会はベアテ・ホフマンを新しい州教会監督に選出した。
ベアテ・ホフマンはクーアヘッセン＝ヴァルデック福音主義教会において、初めての女性トップであり、定年退職するマルティン・ハイン州教会監督の後継者である。ベアテ・ホフマンは監督選出選挙第2回目投票で86票中78票を獲得している。すでに、第1回目投票で56票を得ており、当選に必要な有効投票数の2/3にわずかに足りなかった。州教会監督選挙時の対立候補はヘッセン＝ナッサウ福音主義教会ヘルボルン地区長アンネグレート・プットカマーであったが、第2回目投票の結果を見て立候補辞退を表明した。
2019年9月29日、カッセルのマルティンス教会でベアテ・ホフマンの州教会監督就任式がおこなわれた。

## 主要著作
- Gute Mütter – starke Frauen: Geschichte und Arbeitsweise des Bayerischen Mütterdienstes. Kohlhammer, München 2000, ISBN 978-3-17-016190-0 [Zugleich Dissertation, 1999].
- Sich im Glauben bilden: der Beitrag von Glaubenskursen zur religiösen Bildung und Sprachfähigkeit Erwachsener. Evangelische Verlagsanstalt, Leipzig 2013, ISBN 978-3-374-03176-4 [Habilitation].
- Diakonische Unternehmenskultur. Ein Handbuch für Führungskräfte (Reihe DIAKONIE: Bildung – Gestaltung – Organisation, Bd. 2). Unter Mitarbeit von Cornelia Coenen-Marx, Otto Haussecker, Dörte Rasch und Beate Baberske Krohs. Kohlhammer, Stuttgart 2008 (2. Auflage 2010), ISBN 978-3-17-021502-3.
- Zusammen mit Martin Büscher: Diakonische Unternehmen multirational führen: Grundlagen – Kontroversen – Potentiale. Nomos, Baden-Baden 2017, ISBN 978-3-8452-8662-4.
- Zusammen mit Cornelia Coenen-Marx: Symphonie, Drama, Powerplay – Zum Zusammenspiel von Haupt- und Ehrenamt in der Kirche. Kohlhammer, Stuttgart 2017, ISBN 978-3-17-032216-5.
- Zusammen mit Barbara Montag: Theologie für Diakonie-Unternehmen. Funktionen – Rollen – Positionen. Kohlhammer, Stuttgart 2018, ISBN 978-3-17-034588-1.